# Wahl des Rats der Region Brüssel-Hauptstadt 2004
- PS: 26
- Ecolo: 7
- MR: 25
- cdh: 10
- FN: 4
- sp.a-SPIRIT: 3
- Groen!: 1
- VLD-
VIVANT: 4
- CDV/NVA: 3
- VB: 6

Die Wahl des Rats der Region Brüssel-Hauptstadt 2004 fand am 13. Juni 2004, zeitgleich mit der Europawahl statt. Gewählt wurden die Mitglieder der Legislative der Region Brüssel-Hauptstadt, eine der drei Regionen Belgiens, für die Legislaturperiode 2004–2009.

## Parteien und Wahlsystem
Die Parteien waren aufgeteilt in französischsprachige und flämischsprachige Parteien. Es kandidierten 14 französischsprachige und 8 flämischsprachige Listen.
Die Anzahl der Sitze wurde 2004 von 75 auf 89 Sitze vergrößert. Die Aufteilung auf die Sprachgruppen erfolgte bisher proportional zur Anzahl der abgegebenen Stimmen für die Parteien der Sprachgruppen. Sie wurde ab 2004 auf 72 Sitze für die französischsprachigen und 17 Sitze für die flämischsprachigen Listen festgelegt. Innerhalb der Sprachgruppen wurden die Sitze nach dem D’Hondt-Verfahren vergeben. Ebenfalls neu eingeführt wurde eine Sperrklausel von 5 % der Stimmen für die jeweilige Sprachgruppe.
| französischsprachige Listen | französischsprachige Listen                                                                                               |
| --------------------------- | --- |
| BUB-NB                      | Belgische Unie - Union belge – Belgische Union – Nouvelle Belgique                                                        |
| CDF                         | Chrétiens démocrates francophones                                                                                         |
| CDH                         | Centre Démocrate Humaniste                                                                                                |
| Ecolo                       | Ecolo |
| FN                          | Front national |
| FNB                         | Front nouveau de Belgique                                                                                                 |
| Ludocratie                  | |
| MR                          | Mouvement Réformateur |
| PCP                         | Parti Citoyenneté et Prospérité                                                                                           |
| PH                          | Parti humaniste |
| PJM                         | Parti jeunes musulmans |
| PS                          | Parti socialiste |
| PTB+PVDA+                   | Parti du travail de Belgique+Partij van de Arbeid                                                                         |
| RWF-RBF                     | Rassemblement Wallonie-France–Rassemblement Bruxelles-France                                                              |
| flämischsprachige Listen    | |
| Kürzel                      | Liste |
| BELG.UNIE-BUB               | Belgische Unie - Union belge – Belgische Union                                                                            |
| CD&V N-VA                   | Christelijke Volkspartij Nieuw-Vlaamse Alliantie                                                                          |
| FIRE                        | |
| GROEN!                      | GROEN! |
| sp.a-SPIRIT                 | Socialistische Partij Anders-Sociaal progressief internationaal regionalistisch integraal-democratisch en toekomstgericht |
| VB                          | Vlaams Blok |
| VDB                         | Vlaamse Democraten Brussel                                                                                                |
| VLD-VIVANT                  | Vlaamse Liberalen en Democraten-Vivre l’indépendance vers l’avenir de notre terre                                         |

## Seit der letzten Wahl
Bei den französischsprachigen Parteien kam es zu folgenden Änderungen. Parti Réformateur Libéral (PRL) und Front démocratique des francophones (FDF), die 1999 als Kartell antraten, vereinigten sich 2002 mit zwei weitere Parteien zum Mouvement Réformateur (MR).
Die Parti Social Chrétien (PSC) nannte sich 2002 in Centre Démocrate Humaniste (CDH) um.
Bei den flämischsprachigen Parteien spaltete sich die Volksunie (VU) in Nieuw-Vlaamse Alliantie (N-VA) und SPIRIT auf. Das Kartell SP-AGA aus Socialistische Partij (SP) und Agalev löste sich auf. Die SP, inzwischen in Socialisten en Progressieven Anders (sp.a) umbenannt bildete ein Kartell mit SPIRIT, Agalev änderte seinen Namen in Groen!. Die Vlaamse Liberalen en Democraten (VLD), 1999 im Kartell mit VU und Unabhängigen, trat 2004 im Kartell mit VIVANT an.
Die in Christen-Democratisch en Vlaams (CD&V) umbenannte Christelijke Volkspartij (CVP) bildete mit der N-VA ein Kartell.

## Ergebnisse

Stimmenstärkste Partei in den Wahlkantonen von Brüssel

### Ergebnis nach Sprachgruppen
Niederländischsprachige Listen gewannen 62.516 gültige Stimmen (13,78 %) und 17 Mandate (19,1 %). Französischsprachige Listen gewannen 391.216 gültige Stimmen (86,22 %) und 72 Mandate (80,9 %). Die Prozentangaben in der folgenden Tabelle beziehen sich auf die Anteile innerhalb der jeweiligen Sprachgruppe. Bei der Wahl 1999 wurden die Ergebnisse  noch nicht explizit getrennt nach Sprachgruppen ausgewiesen.
| Partei                                          | Partei                                          | Stimmen | Stimmen  | Stimmen      | Sitze | Sitze   | Sitze      |
| Partei                                          | Partei                                          | Zahl    | in %     | +/-          | Zahl  | in %    | +/-        |
| ----------------------------------------------- | ----------------------------------------------- | ------- | -------- | ------------ | ----- | ------- | ---------- |
| Französischsprachige Listen                     |                                                 |         |          |              |       |         |            |
|                                                 | PS                                              | 130.462 | 33,35 %  | ▲14,7 %      | 26    | 36,1 %  | ▲13        |
|                                                 | MR                                              | 127.122 | 32,49 %  | ▼7,61 %Anm 1 | 25    | 34,7 %  | ▼2Anm 1    |
|                                                 | CDH                                             | 55.078  | 14,08 %  | ▲0,71 %Anm 2 | 10    | 13,9 %  | ▲4Anm 2    |
|                                                 | Ecolo                                           | 37.908  | 9,69 %   | ▲10,54 %     | 7     | 9,7 %   | ▼7         |
|                                                 | Front National                                  | 21.195  | 5,42 %   | ▲2,36 %      | 4     | 5,6 %   | ▲2         |
|                                                 | PJM                                             | 4.214   | 1,08 %   | (neu)        | 0     | 0,0 %   | (neu)      |
|                                                 | CDF                                             | 3.886   | 0,99 %   | (neu)        | 0     | 0,0 %   | (neu)      |
|                                                 | PCP                                             | 3.281   | 0,84 %   | (neu)        | 0     | 0,0 %   | (neu)      |
|                                                 | FNB                                             | 2.656   | 0,68 %   | ▼0,83 %      | 0     | 0,0 %   | ▼1         |
|                                                 | PTB+                                            | 2.221   | 0,57 %   | ▲0,09 %Anm 3 | 0     | 0,0 %   | ▬Anm 3     |
|                                                 | RWF-RBF                                         | 1.575   | 0,40 %   | (neu)        | 0     | 0,0 %   | (neu)      |
|                                                 | Ludocratie                                      | 678     | 0,17 %   | (neu)        | 0     | 0,0 %   | (neu)      |
|                                                 | BUB-NB                                          | 640     | 0,16 %   | (neu)        | 0     | 0,0 %   | (neu)      |
|                                                 | Parti humaniste                                 | 300     | 0,08 %   | (neu)        | 0     | 0,0 %   | (neu)      |
| Gesamt                                          | Gesamt                                          | 391.216 | 100,00 % | –            | 72    | 100,0 % | ▲8         |
| Niederländischsprachige Listen                  |                                                 |         |          |              |       |         |            |
|                                                 | Vlaams Blok                                     | 21.297  | 34,07 %  | ▼16,56 %     | 6     | 35,3 %  | ▲2         |
|                                                 | VLD–Vivant                                      | 12.443  | 19,90 %  | ▲3,17 %Anm 4 | 4     | 23,5 %  | ▲1Anm 4    |
|                                                 | sp.a-SPIRIT                                     | 11.052  | 17,68 %  | ▼4,16 %Anm 5 | 3     | 17,6 %  | ▲1Anm 5    |
|                                                 | cd&v/N-VA                                       | 10.482  | 16,77 %  | (neu)Anm 6   | 3     | 17,6 %  | (neu)Anm 6 |
|                                                 | Groen!                                          | 6.132   | 9,81 %   | ▲1,40 %      | 1     | 5,9 %   | ▲1         |
|                                                 | BUB                                             | 511     | 0,82 %   | (neu)        | 0     | 0,0 %   | (neu)      |
|                                                 | VDB                                             | 312     | 0,50 %   | ▼1,12 %      | 0     | 0,0 %   | ▬          |
|                                                 | FIRE                                            | 286     | 0,46 %   | (neu)        | 0     | 0,0 %   | (neu)      |
| Gesamt                                          | Gesamt                                          | 62.516  | 100,00 % | –            | 17    | 100,0 % | ▲6         |
| Gültige Stimmen                                 | Gültige Stimmen                                 | 453.732 | 96,20 %  | —            | 89    | 100,0 % | –          |
| Ungültige Stimmen                               | Ungültige Stimmen                               | 17.796  | 3,80 %   |              |       |         |            |
| Abgegebene Stimmen                              | Abgegebene Stimmen                              | 471.528 | 100,00 % |              |       |         |            |
| Anzahl der Wahlberechtigten und Wahlbeteiligung | Anzahl der Wahlberechtigten und Wahlbeteiligung | 564.182 | 83,58 %  | ▲1,08        |       |         | ▲14        |

Anmerkungen

Anm. 1 Die Ergebnisse von MR sind mit den kombinierten Ergebnissen der Parti réformateur libéral (PRL) und der Front démocratique des francophones (FDF) 1999 verglichen.

Anm. 2 Die Ergebnisse von CDH sind mit denen der Parti social-chrétien (PSC) 1999 verglichen.

Anm. 3 die Ergebnisse von PTB+ sind mit denen von PTB-UA 1999 verglichen.

Anm. 4 die Ergebnisse von VLD–Vivant sind mit denen von VLD-VU-O und Vivant 1999 verglichen.

Anm. 5 die Ergebnisse von sp.a-Spirit sind mit denen von SP-AGA 1999 verglichen. 1999 gewann SP-AGA 21,84 % der Stimmen unter den flämischen Listen.

Anm. 6 cd&v entstand 2001 durch Umbenennung der Christelijke Volkspartij (CVP). Bei der Wahl bildete cd&v eine Listenverbindung mit der 2001 neu entstandenen Nieuw-Vlaamse Alliantie (N-VA).

### Gesamtergebnis
Die folgende Tabelle stellt das Ergebnis unabhängig von der Sprachgruppenzugehörigkeit dar. Die Prozentangaben in der folgenden Tabelle beziehen sich auf das Gesamtstimmenzahl (gültige Stimmen).
| Partei                                          | Partei                                          | Stimmen | Stimmen  | Sitze | Sitze   |
| Partei                                          | Partei                                          | Zahl    | in %     | Zahl  | in %    |
| ----------------------------------------------- | ----------------------------------------------- | ------- | -------- | ----- | ------- |
|                                                 | PS                                              | 130.462 | 28,75 %  | 26    | 29,2 %  |
|                                                 | MR                                              | 127.122 | 28,02 %  | 25    | 28,1 %  |
|                                                 | CDH                                             | 55.078  | 12,14 %  | 10    | 11,2 %  |
|                                                 | Ecolo                                           | 37.908  | 8,35 %   | 7     | 7,9 %   |
|                                                 | Vlaams Blok                                     | 21.297  | 4,69 %   | 6     | 6,7 %   |
|                                                 | FN                                              | 21.195  | 4,67 %   | 4     | 4,5 %   |
|                                                 | Open Vld–Vivant                                 | 12.443  | 2,74 %   | 4     | 4,5 %   |
|                                                 | sp.a-spirit                                     | 11.052  | 2,44 %   | 3     | 3,4 %   |
|                                                 | cd&v/N-VA                                       | 10.482  | 2,31 %   | 3     | 3,4 %   |
|                                                 | Groen!                                          | 6.132   | 1,35 %   | 1     | 1,1 %   |
|                                                 | PJM                                             | 4.214   | 0,93 %   | 0     | 0,0 %   |
|                                                 | CDF                                             | 3.886   | 0,86 %   | 0     | 0,0 %   |
|                                                 | PCP                                             | 3.281   | 0,72 %   | 0     | 0,0 %   |
|                                                 | FNB                                             | 2.656   | 0,59 %   | 0     | 0,0 %   |
|                                                 | PTB+/PVDA+                                      | 2.221   | 0,49 %   | 0     | 0,0 %   |
|                                                 | R.W.F.-R.B.F.                                   | 1.575   | 0,35 %   | 0     | 0,0 %   |
|                                                 | BUB                                             | 1.151   | 0,25 %   | 0     | 0,0 %   |
|                                                 | Ludocratie                                      | 678     | 0,15 %   | 0     | 0,0 %   |
|                                                 | VDB                                             | 313     | 0,07 %   | 0     | 0,0 %   |
|                                                 | PH                                              | 300     | 0,07 %   | 0     | 0,0 %   |
|                                                 | FIRE                                            | 286     | 0,06 %   | 0     | 0,0 %   |
| Gültige Stimmen                                 | Gültige Stimmen                                 | 453.732 | 96,20 %  |       |         |
| Ungültige Stimmen                               | Ungültige Stimmen                               | 17.796  | 3,80 %   |       |         |
| Abgegebene Stimmen                              | Abgegebene Stimmen                              | 471.528 | 100,00 % | 89    | 100,0 % |
| Anzahl der Wahlberechtigten und Wahlbeteiligung | Anzahl der Wahlberechtigten und Wahlbeteiligung | 564.182 | 83,58 %  |       |         |